# Tivat
Tivat (cirill betűkkel Тиват) város és község (járás) Montenegróban, az Adriai-tenger partján.

## A község (járás) települései
Bjelila, Bogdašići, Bonići, Brdišta, Cacovo, Češljar, Donja Lastva, Donji Bogišići, Donji Kalimanj, Donji Krašići, Donje  Seljanovo, Dumidran Vrijes, Đuraševići, Gošići, Gornje Seljanovo, Gornji Kalimanj, Gornji Bogišići, Gornji Krašići, Gradiošnica, Gornja Lastva, Kalimanj, Kava, Kakrc, Kaluđerovina, Kostići, Krašići, Kukuljina, Lepetane, Mažina, Marići, Milovići, Mrčevac, Novo Naselje, Nikovići, Obala Đuraševića, Opatovo, Podkuk, Radovići, Seljanovo, Tripovići és Župa. 

## Fekvése
Az Adriai-tenger partján, a Kotori-öböl Tivati-melléköblének keleti partján, Kotortól nyugatra fekvő település, a hasonló nevű félsziget bejáratánál.

## Története
Tivat, a róla elnevezett félsziget névadója közel négyezer lakosú település, mely a Kotori-öböl környéki települések között is a legrégibbnek számít.
Nevét az oklevelek már a 14. században említették Crni Plat néven.
1373-ban épült fel a település Szent Antal temploma is, melynek felirata az építési időn kívül az építés idejében a Kotori-öböl fölött hatalmat gyakorló I. Tvrtko bosnyák király nevét is feltüntette.
Fejlődésének megalapozója volt, hogy a 19. század második felében, mikor a Kotori-öböl a Habsburg Birodalomhoz került, Tivat lett a monarchia legfontosabb hadikikötője, és nagy hajójavító műhely is épült itt. A jugoszláv időkben a Jugoszláv Néphadsereg (JNA) hadikikötője volt.
A 19. század végén kapott városi rangot.
Ma enyhe éghajlatának és buja mediterrán növényzetének köszönhetően kedvelt tengerparti üdülőhely. A város mellett repülőtér található.

## Nevezetességek
- Szent Antal templom
- Porto Montenegro jachtkikötő
- Gornja Lastva faluban olajfaligetek és olívaolajat gyártó famalmok múzeuma található.

## Képek

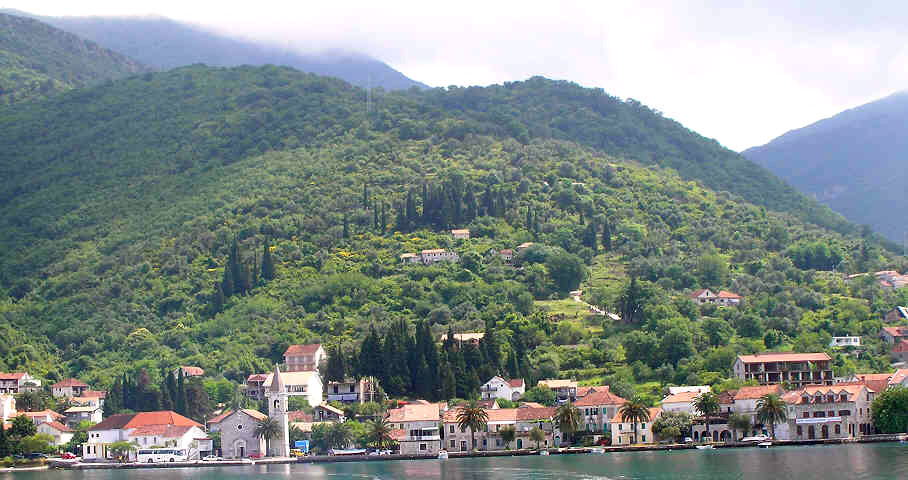
Házak a tengerparton
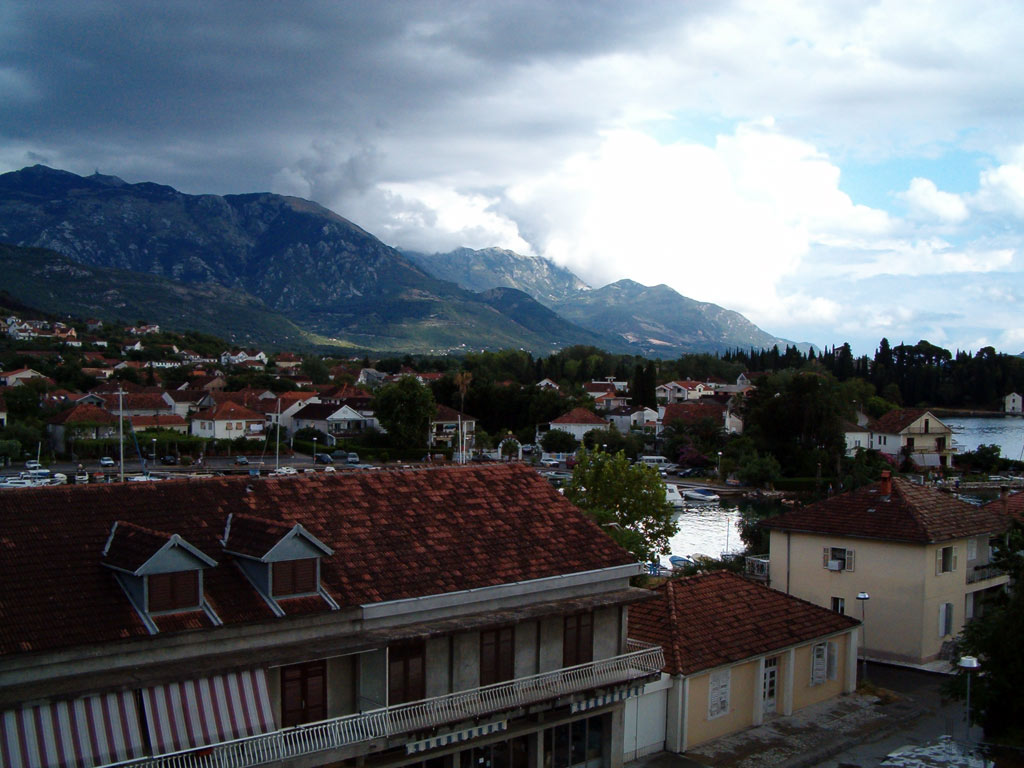
Tivat
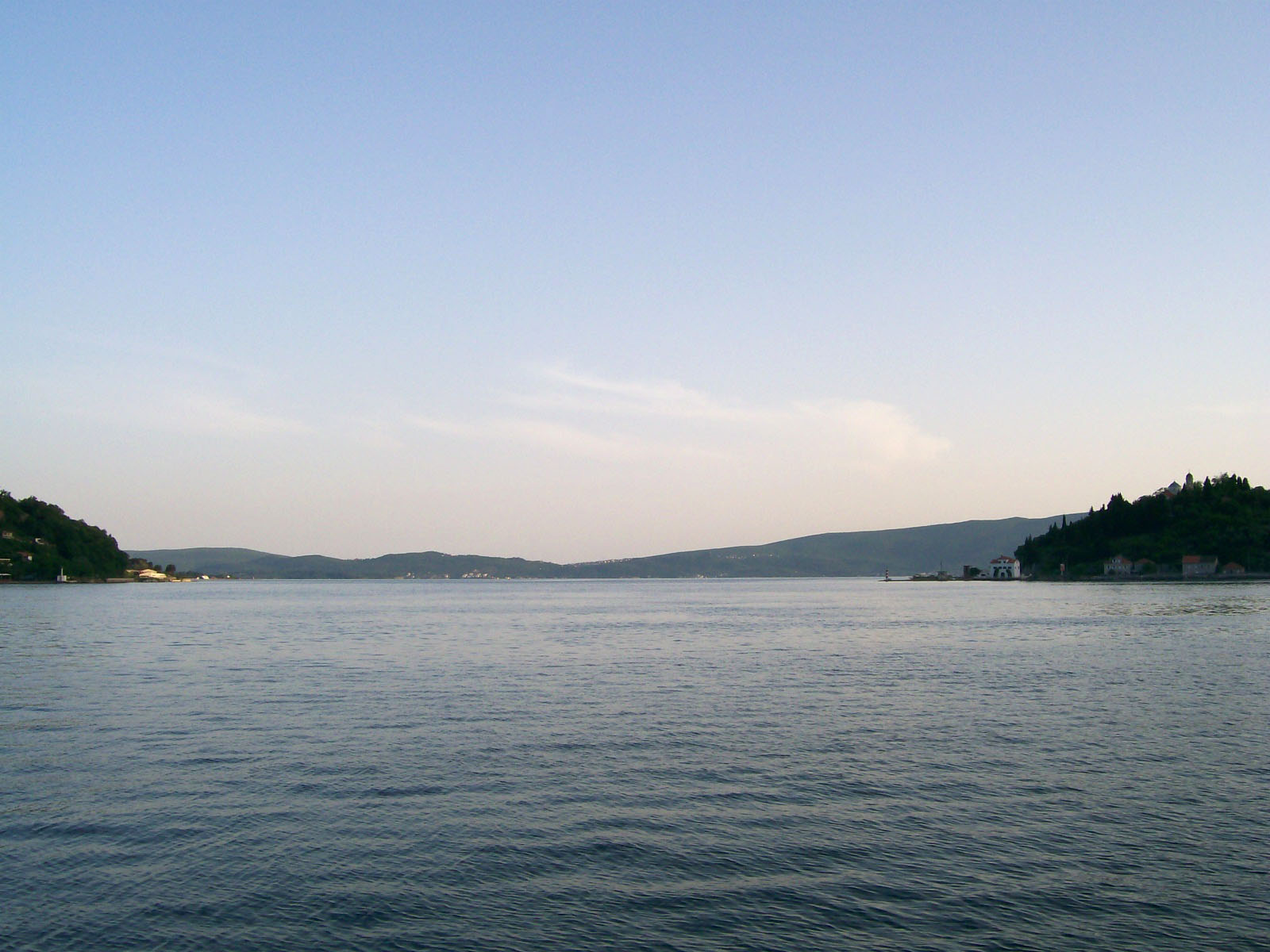
A Kotori-öböl látképe Tivatból
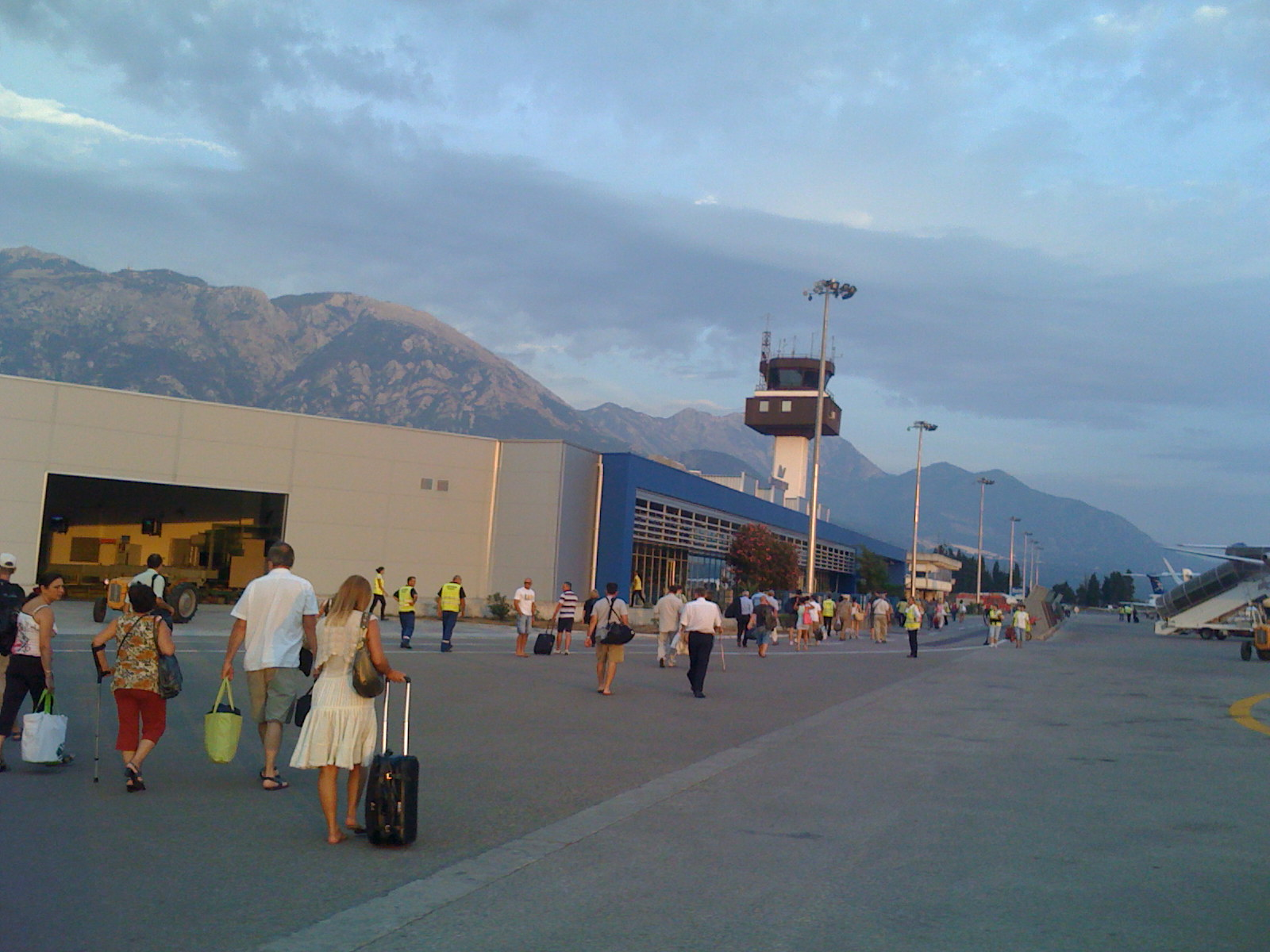
Repülőtér